# Нападение на Кербелу (1802)
Нападение ваххабитов на Кербелу произошло 20 апреля 1802 года (по другим данным в 1801 году) во время правления Абдул-Азиза ибн Мухаммада, второго правителя первого саудовского государства. Около 12 000 ваххабитов из Неджда напали на город Кербела. Нападение было осуществлено в отместку за атаку иракских племён на недждийские караваны, в результате которой было убито 300 человек, и оно совпало с годовщиной Гадир Хума или днём Ашуры.
Ваххабиты убили от 2 000 до 5 000 жителей и разграбили могилу Хусейна ибн Али, внука пророка Мухаммеда и сына Али ибн Аби Талиба, также разрушив купол его мавзолея и захватив большое количество трофеев, в том числе золото, персидские ковры, деньги, жемчуг и многое другое, что накопилось в могиле, в основном благодаря пожертвованиям. Разграбление продолжалось в течение восьми часов, после чего ваххабиты покинули город с более чем 4 000 верблюдов, нагруженных награбленным.

## Предыстория
Ваххабиты осуждали некоторые шиитские практики, такие, как почитание могил святых и имамов, которое они относили к бида, что противоречило их учению о возврате к истинному исламу . По словам Руссо, было также прекрасно известно, что некоторые шиитские гробницы Кербелы хранили "невероятные богатства", накопленные за столетия. Таким образом, ваххабиты помимо религиозных мотивов имели также и материальные стимулы для нападения на Кербелу.

## Нападение

### Дата нападения
Большинство европейских и российских востоковедов датируют нападение ваххабитов мартом 1801 года, основываясь на работах Руссо, Корансеза, Буркхардта и Манжена. Арабские историки и Филби датируют нападение на Кербелу мартом–апрелем 1802 года, опираясь на рассказ Ибн Бишра о событии. Донесения, сделанные вскоре после атаки, Ибн Санада и Ж. Раймона также упоминают 1802 год как время нападения. В качестве окончательного аргумента в пользу 1802 года  российский историк Алексей Васильев приводит донесение французского консула из Ирака, попавшее в российское посольство в Стамбуле и отправленное не позднее августа 1803 года. Он отмечает, что Руссо спустя шесть лет фактически цитирует это донесение в своей книге. Изменение даты Руссо Васильев объясняет небрежностью автора или наборщика.

### Атака
18 зуль-хиджа, в годовщину события Гадир Хум (или 10 мухаррама, в день смерти Хусейна ибн Али) недждийские ваххабиты, возглавляемые Абдул-Азизом ибн Мухаммадом Аль Саудом, напали на Кербелу. Османский гарнизон бежал, а ваххабитские войска беспрепятственно грабили город и его культовые сооружения, убив при этом от 2000 до 5000 человек.
Характеризуя событие как "ужасный пример жестокого фанатизма мусульман в жуткой участи [мечети] Имам-Хусейна" Руссо, который в своё время проживал в Ираке, писал о том, что было известно о невероятном количестве богатств, включая пожертвования из серебра, золота и драгоценных камней, собранных в Имам-Хусейне, в том числе привезённых Надир-шахом из его индийского похода. По данным Руссо, 12 000 ваххабитов напали на город, всё предавая огню.
Исламский летописец Осман ибн Абдаллах ибн Бишр сообщал о событии следующим образом.:

В этом году Сауд с победоносными армиями и знаменитыми породистыми лошадьми, со всеми оседлыми Неджда и его бедуинами, жителями Джануба, Хиджаза, Тихамы и другими направились к Кербеле... Мусульмане окружили ее и взяли штурмом. Они убили большую часть жителей на рынках и в домах. Они разрушили купол над могилой Хусейна. Они взяли то, что было в мавзолее и что около него. Они взяли покрывало с могилы, украшенное изумрудами, яхонтами и жемчугом. Они взяли все, что нашли в городе из имущества, оружия, одежд, тканей, золота, серебра, ценных книг. Все это невозможно сосчитать. Они оставались там лишь утро, а после полудня уже ушли, забрав все имущество. Из жителей Кербелы было убито примерно 2 тыс. человек— Ибн Бишр. «Символ славы в истории Неджда»
Грабёж Кербелы ваххабитами продолжался, по данными Манжена, в течение почти восьми часов. Фетх Али-шах, персидский правитель, предложил военную помощь, которая была отвергнута турками, вместо этого он послал "500 белуджских семей для поселения в Кербеле и её защиты".

## Последствия
Падение Кербелы означало крупное поражение для престарелого Буюка Сулейман-паши, создававшее возможность для османского султана сместить его.. Тем более его положение ухудшилось после критики персидского шаха за свою неспособность противостоять радикальным мусульманам .
Спустя несколько лет после разграбления Кербелы Персия уже вела войну с Багдадским пашалыком. Тот же был не способен нанести поражение ваххабитам на их землях и ограничился восстановлением Кербелы с мечетью Хусейна.